# Tokugawa Ienari
Tokugawa Ienari (em japonês:  徳川 家斉; 18 de novembro de 1773 – 22 de março de 1841) foi o 11º xogum do Xogunato Tokugawa do Japão que exerceu o cargo de 1786 a 1837. Foi o xogum que governou por mais tempo (50 anos), e também ficou conhecido pelo grande número de concubinas e filhos que teve ao longo da vida.